# Advance Wars 1+2: Re-Boot Camp
Advance Wars 1+2 : Re-Boot Camp est un jeu vidéo de tactique au tour par tour, développé par WayForward Technologies et édité par Nintendo, sorti le 21 avril 2023 sur Nintendo Switch. Il s'agit du remake des deux premiers titres de la série Advance Wars (appartenant à la franchise Nintendo Wars) : Advance Wars (2001), et Advance Wars 2: Black Hole Rising (2003). Le jeu est publié avec les campagnes de ces deux jeux, ainsi qu'un mode « Versus » où deux à quatre joueurs peuvent s'affronter en ligne et hors ligne. Dans les deux jeux, le joueur contrôle une variété d'unités terrestres, aériennes et maritimes, chacune ayant ses propres forces et faiblesses dont il doit tenir compte. Il joue également le rôle de divers commandants, qui ont eux aussi leurs propres forces et faiblesses en ce qui concerne les unités et le terrain.

## Trame
Le jeu comporte deux intrigues différentes, une pour chaque opus original. L'intrigue des deux jeux reste la même, avec des changements mineurs. Le joueur joue le rôle d'un conseiller tactique auprès de l'un des commandants disponibles pour chaque mission. En fonction de la mission choisie, l'histoire peut diverger, mais cela n'affecte pas l'histoire principale.

## Développement
Advance Wars 1+2 : Re-Boot Camp est une compilation du remake d'Advance Wars et Advance Wars 2: Black Hole Rising, développés par WayForward Technologies pour la Nintendo Switch. À l'origine, ces deux jeux ont été conçus au début des années 2000 par Intelligent Systems pour la Game Boy Advance de Nintendo.

## Commercialisation
Advance Wars 1+2 : Re-Boot Camp est d'abord annoncé lors du Nintendo Direct de l'Electronic Entertainment Expo 2021 le 15 juin, avec une date de sortie fixée au 3 décembre de la même année,.
Néanmoins, le jeu est retardé au 8 avril 2022, avant la sortie de décembre 2021, puis repoussé sine die le 9 mars 2022, en raison de l'invasion russe de l'Ukraine,. En raison d'une erreur de la part de Nintendo, la Nintendo Switch d'un joueur avait un code de rachat pour le jeu, ce qui a entraîné le téléchargement du jeu dans un état jouable. Cependant, Nintendo l'a plus tard remboursée et a révoqué l'accès au jeu le 14 avril.
Une autre date de sortie pour le 21 avril 2023 est évoqué en février 2023, et le jeu est finalement sorti à cette date.

## Accueil

### Distinctions
Lors de la cérémonie des Games Awards organisée en décembre 2023, le jeu concourt dans la catégorie « meilleur jeu de simulation/stratégie ». Toutefois, à l'issue de l'évènement, Advance Wars 1+2 : Re-Boot Camp ne remporte pas le lauréat, au profit de Pikmin 4.

### Traduction
- (en) Cet article est partiellement ou en totalité issu de l’article de Wikipédia en anglais intitulé « Advance Wars 1+2: Re-Boot Camp » (voir la liste des auteurs).